# Amt Greven
Das Amt Greven war von 1844 bis 1954 ein Amt im Landkreis Münster in der Provinz Westfalen und in Nordrhein-Westfalen.

## Geschichte
Im Rahmen der Einführung der Landgemeindeordnung für die Provinz Westfalen wurde 1844 im Landkreis Münster aus der Bürgermeisterei Greven das Amt Greven gebildet. Dem Amt gehörten zunächst drei Gemeinden an, das Dorf Greven, die Außengemeinde Greven sowie die Gemeinde Gimbte.
Bereits wenige Jahre später wurde nicht mehr zwischen Dorf und Außengemeinde Greven unterschieden.
Zwischen 1851 und 1856 wurden die Ämter in Westfalen gemäß der kurzlebigen Gemeinde-Ordnung für den Preußischen Staat von 1850 als Sammtgemeinden bezeichnet.
Am 1. Oktober 1894 wurde die Gemeinde Greven in die drei Gemeinden Greven-Dorf, Greven links der Ems und Greven rechts der Ems aufgeteilt.
Am 28. Januar 1950 erhielt die Gemeinde Greven-Dorf das Stadtrecht und am 10. August 1952 wurden die beiden Gemeinden Greven links der Ems und Greven rechts der Ems in die Stadt Greven eingegliedert.
In der Folge dieser Ereignisse wurde das Amt Greven am 15. Mai 1954 aufgelöst und eine Verwaltungsgemeinschaft zwischen der Stadt Greven und der Gemeinde Gimbte gebildet.
Das Wappen geht auf Martin von Tours zurück.

## Einwohnerentwicklung
| Jahr | Einwohner | Quelle |
| ---- | --------- | ------ |
| 1858 | 4.922     | [ 7 ]  |
| 1871 | 5.242     | [ 8 ]  |
| 1885 | 5.990     | [ 9 ]  |
| 1910 | 9.179     | [ 10 ] |
| 1925 | 10.577    | [ 11 ] |
| 1939 | 15.846    | [ 11 ] |
| 1950 | 19.804    | [ 12 ] |